# Салаваррия, Эрбито
Эрбито Салаваррия (англ. Erbito Salavarria; род. 20 января 1946) — филиппинский боксёр-профессионал выступавший в наилегчайшей весовой категории (до 50 кг). Чемпион мира по версиям WBA (1975 — 1976) и WBC (1971 — 1973)

## Карьера
Эрбито Салаваррия дебютировал на профессиональном ринге 16 июня 1963 года победив по очкам Джонни Булавана, но 28 октября 1964 года в своем 10-м поединке потерпел первое поражение проиграв Булавану раздельным судейским решением. 18 ноября 1966 года проиграл единогласным судейским решением Рику Маграмо (30-11-3) в бою за титул победителя Филиппинских игр, но 13 мая в своем следующим победил Маграмо раздельным судейским решением и выиграл титул. 19 октября того же года вновь проиграл Маграмо и утратил титул.
20 декабря 1967 года проиграл в бою за титул чемпиона по версии OPBF японцу Цуёси Накамура (42-17-6). 17 августа 1968 года в четвёртм поединке против Рика Маграмы, защитил титул чемпиона Филиппинских игр. Затем провёл ещё несколько успешных защит титулов, после чего вышел на поединок за титул чемпиона мира.
7 декабря 1970 года победил тайского боксёра Чарчая Чионоя (52-13-2) и выиграл титул чемпиона мира по версии WBC. 30 апреля 1970 года защитил титул победив единогласным судейским решением японца Сусуму Ханагату (31-9-8). 20 ноября 1970 года свёл вничью поединок с Бетулио Гонсалесом (27-3-1) и защитил чемпионский титул. 9 февраля 1973 года проиграл единогласным судейским решением тайскому боксёру Винсену Боргзорсору (32-1).
1 апреля 1975 года вновь победил Сусуму Ханагату (41-13-8) и завоевал титул чемпиона мира по версии WBA, а 10 октября того же года защитил титул вновь победив Ханагату. 27 февраля проиграл техническим нокаутом панамцу Альфонсо Лопесу (22-0).